# روچ سیفردی
روچ سیفردی یا روک سیفردی (به فرانسوی: Roch Siffredi ) شخصیت اصلی سری فیلم های بورسالینو که توسط ژاک دری فیلمساز و کارگردان اهل فرانسه که ایفاگر آن آلن دلون بود .

## شخصیت
از نقطه شروعی بورسالینو (فیلم) تا آخر این فیلم زوج این شخصیت فارنسیس کاپلا بود که ایفاگر آن ژان-پل بلموندو بود ، جای این شخصیت آلن دلون بازی کرده است که به اندازه شخصیت جف کاستلو محبوب بود.